# Francisco Lacoma Sans
Francisco José Pablo Lacoma Sans (kat. Francesc Lacoma i Sans) – hiszpański malarz pochodzący z Katalonii. Ze względu na zbieżność nazwiska oraz daty i miejsca urodzin jest często mylony z innym katalońskim malarzem Franciskiem Lacoma y Fontanet (1784–1849).
Studiował na Królewskiej Akademii Sztuk Pięknych św. Ferdynanda w Madrycie, jednak jego karierę malarską przerwała przedwczesna śmierć. Pomimo że nigdy nie wyjechał z Hiszpanii, jego działa zdradzają wpływ niemieckiego malarza Philippa Otto Runge oraz Jacques-Louis Davida. Jego najważniejsze dzieła to Portret grupowy rodziny malarza oraz Autoportret.

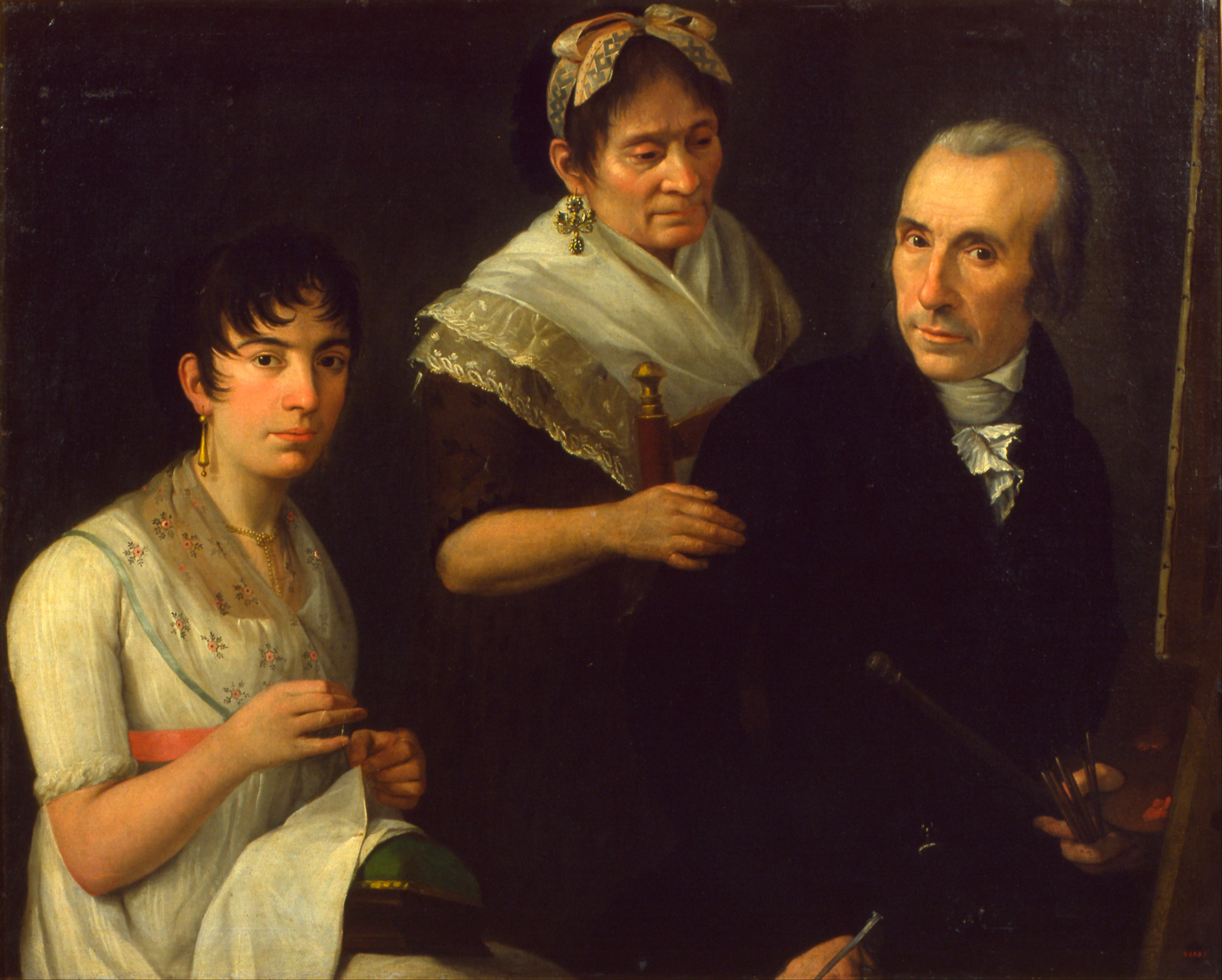
Portret grupowy rodziny malarza